# Babaj Veliký
Babaj Veliký (kolem 551 – 628 Nisibis) byl syrský teolog a mnich.
Babaj Veliký (nezaměňovat s patriarchou Babajem I.) byl jedním z prvních otců východní církve, který oživil mnišské hnutí a systematicky formuloval christologii. Přestože nebyl patriarchou, v letech 611 až 628 vládl perské církvi, které zanechal tradici silné disciplíny a hluboké náboženské ortodoxie. Jako svatý je uctíván Asyrskou církví Východu.

## Život
Babaj se narodil do nepříliš bohaté rodiny ve vesnici Beth 'Ainatha v západní Mezopotámii, na západním břehu řeky Tigris, nedaleko Nisibisu. Jeho vzdělání probíhalo na základě textů psaných v jazyce páhlaví, tehdejší perštině. Se studiem pokračoval v křesťanské škole v Nisibisu pod vedením Abrahama z Bet Rabbanu. Stal se mnichem. Kolem roku 571, kdy se novým ředitelem školy stal origénovec Henáná z Adiabény, založil Babajův učitel Abraham z Kaškaru nový klášter na hoře Izla v kopcích nad Nisibisem. Po určitou dobu byl Babaj učitelem v Nisibisu, poté se přestěhoval do Abrahamova kláštera. Když ten v roce 588 zemřel, založil Babaj nový klášter a novou školu ve své rodné zemi. V roce 604 byl Babaj jmenován opatem kláštera na hoře Izla.
Abraham z Kaškaru zahájil mnišské reformní hnutí, ve kterém Babaj a další žáci pokračovali. V té době východní církev povolovala mnichům a jeptiškám se ženit. Když se Babaj v roce 604 vrátil na horu Izla, vyhnal mnichy, kteří žili se ženami v okolí kláštera, a zavedl přísnou disciplínu. Životu v modlitbě o samotě připisoval vyšší hodnotu než životu v páru. Výsledkem byl masový exodus, a to nejen ženatých mnichů.
Ale církev Východu byla na Babajově straně. V roce 604 zemřel katolikos (patriarcha) Sabrišo I. a muselo se rozhodnout, kdo bude jeho nástupcem. Rozhodovalo se mezi dvěma kandidáty, oba byli jménem Řehoř: biskup Řehoř z Nisibisu a filozof Řehoř ze Seleucie. Šáh Husrav II., sásánidský král, řekl pouze to, že preferuje Řehoře, a zřejmě tím myslel biskupa. Ale Širín, králova vlivná manželka, dala přednost Řehořovi ze Seleucie, který byl kdysi jejím správcem. Synoda odmítla králova původního kandidáta, využila nejednoznačnosti jména a zvolila Řehoře ze Seleucie, ze kterého se stal Mar Řehoř I. Král byl nespokojen. Zdráhavě podpořil zvoleného kandidáta poté, co mu uložil vysokou pokutu, a řekl: „Je to patriarcha a bude patriarchou. Ale další volby už nedovolím.“
Když pak o několik let později v roce 608 Řehoř I. zemřel, obrátili se biskupové na krále s obvyklou žádostí, aby mohl zvolit nového katolika; ale král nezapomněl na problémy spojené s předchozí volbou a odmítl. Královský lékař Gabriel ze Sindžáru, přesvědčený monofyzita, mu poradil, aby katolikem jmenoval Henánu nebo některého z jeho žáků; a využil svého vlivu u krále, aby zabránil novým volbám.
V letech 610 až 628 došlo k posledním a nejničivějším bojům mezi Byzancí a perskou říší. Nejprve Persie dobyla některé části byzantského území, obývané většinou křesťany (jak monofyzity, tak chalcedonci). Aby získal lidovou přízeň v nově dobytých provinciích, král Husrav II. již nechtěl upřednostňovat nestoriány. Během vítězného byzantského protiútoku (622-628) se někteří chalcedonci, ale zejména monofyzité přestěhovali do Persie, a východní (nestoriánská) církev tak ztratila mnoho věřících. Král měl zájem nepovolit volbu nového katolika, aby se zabránilo svěcení nových biskupů a metropolitů monofyzitské nebo, ještě hůř, chalcedonské víry.
V desetiletích, kdy křeslo katolika zůstávalo prázdné, postrádala nestoriánská církev ústřední autoritu. Protože král zůstal pevný, rozhodla se církev jeho zákaz obejít. Proto byli vybráni dva vekílové (regenti): Mar Aba Kozma pro sever a pro jih Babaj Veliký, který byl v té době ještě opatem na hoře Izla. Byl jmenován generálním inspektorem neboli „návštěvníkem klášterů“ tří severních provincií Nisibis, Beth Garmai a Adiabéna. Proto Babaj, i když nebyl biskupem, jednal jako patriarcha ve všech církevních záležitostech, ačkoli nemohl světit nové kněze a biskupy. Tato pozice mu zejména umožnila dohlížet na pravověrnost klášterů a mnichů severní Mezopotámie a upevňovat jejich disciplínu, i když občas narážel na odpor.
Babaj Veliký a Mar Aba Kozma spravovali nestoriánskou církev 17 let. Církev opakovaně žádala krále, aby změnil názor a povolil volbu; ale obvyklí vlivní lidé u dvora, především Gabriel ze Sindžáru, a Širin, králova manželka pod Gabrielovým vlivem, žádosti blokovali. Gabriel se snažil, aby rozhodnutí o katolikovi bylo v jeho (monofyzitských) rukou, což bylo pro biskupy zcela nepřijatelné.
Tato situace trvala až do smrti Husrava II. v roce 628. Poté byl Babaj okamžitě zvolen katolikem (ačkoli ne jednomyslně); skromně odmítl. Krátce nato zemřel ve své cele v klášteře na hoře Izla ve věku 75 nebo 77 let.